# The Clique (film)
The Clique is een Amerikaanse Direct-naar-DVD-film uit 2008.
De film is gebaseerd op de gelijknamige boekenserie van auteur Lisi Harrison en handelt over het gedrag van een kliek rijke gemene schoolmeisjes.
The Clique werd mede geproduceerd door Tyra Banks.

## Verhaal
Massie, Dylan, Kristen en Alicia vormen een exclusief rijkeluiskliekje op de privéschool Octavian Country Day en vullen hun dagen met designerkleding kopen, roddelen en iedereen die onder hen staat afkraken. Massie staat aan de leiding van het kliekje dat zich The Pretty Committee noemt terwijl de anderen eerder volgelingen zijn die Massies mening volgen.
Dan verhuist het gezin van Claire naar haar buurt en omdat de vaders van de beide meisjes oude vrienden zijn mogen ze een tijdje komen logeren.
Massie moet al meteen niets van Claire weten omdat ze door hun komst niet naar een feestje mag gaan. Massies vriendinnen volgen haar voorbeeld en ondanks Claire's pogingen om bij hen op een goed blaadje te komen wordt ze uitgestoten en zelfs gepest. Claire keert zich dan maar naar een ander meisje, Layne, maar door vuil spel van Massie gaat die zich door Claire verraden voelen. Claire papt ook wat aan met Chris, op wie Massie verliefd is, en daardoor krijgt ze Massie nog meer tegen zich.
Claire besluit tot meer drastische maatregelen over te gaan en misbruikt Massies computeridentiteit om diens vriendinnen tegen haar op te zetten. Zo komt ze onder meer te weten dat Kristen in feite arm is en middels een beurs naar school gaat. Dylan, Kristin en Alicia gaan zich al snel aan Massie ergeren tot ze haar uit de kliek gooien en vervangen door Claire. Massie ontdekt echter wat er gebeurd is en neemt haar plaats terug in om Claire het leven nu nog meer zuur te maken.
Intussen komt de jaarlijkse veiling van Massies ouders dichterbij waarmee ze geld inzamelen voor schoolbeurzen. Toevallig is die dag ook Chris' verjaardag, en Massie wil hem verrassen door publiekelijk uit een taart te springen. Claire, die weet heeft van Chris' vriendin Fawn, die overigens ook aanwezig is, voorkomt dit en behoedt Massie zo voor een zware publieke vernedering.
Daarmee heeft Claire zich eindelijk in Massies genegenheid gebracht.

## Rolbezetting
| Acteur               | Personage       | Opmerkingen |
| -------------------- | --------------- | --- |
| Elizabeth McLaughlin | Massie Block    | Leidster van The Pretty Committee, een exclusief groepje rijke vriendinnen op school.                                                                                             |
| Ellen Marlow         | Claire Lyons    | Nieuwkomer op school. Haar gezin logeert tijdelijk in Massies huis en zij wil graag vriendin van Massie worden.                                                                   |
| Sophie Anna Everhard | Dylan Marvil    | Roodharige vriendin van Massie. Is voortdurend op dieet. |
| Samantha Boscarino   | Alicia Rivera   | Dochter van een Spaans model. Rijker en mooier, maar komt desondanks na Massie in het groepje.                                                                                    |
| Bridgit Mendler      | Kristen Gregory | Is zonder dat de anderen het weten in feite arm. Ze gaat naar de privéschool middels een beurs en probeert dan ook uit alle macht hoge punten te behalen.                         |
| Julie Lauren         | Kendra Block    | Massies moeder. |
| David Chisum         | William Block   | Massies vader. |
| Elizabeth Keifer     | Judy Lyons      | Claire's moeder. |
| Neal Matarazzo       | Jay Lyons       | Claire's vader. |
| Dylan Minnette       | Todd Lyons      | Claire's jongere broer. |
| Vanessa Marano       | Layne Abeley    | Rebels meisje dat wel bij de kliek wil horen maar Massie kijkt op haar neer. Ze is tevens Claire's enige echte vriendin op school en de zus van Chris, waarop Massie verliefd is. |
| Keli Price           | Chris Abeley    | Jongen op wie Massie verliefd is. |
| Camila Vignaud       | Fawn            | Chris' vriendin. Dit is door Massie ongeweten. |
| Boris McGiver        | Isaac           | De privéchauffeur van de Blocks die Massie en haar vriendinnen telkens naar school rijdt.                                                                                         |
| Elizabeth Gillies    | Shelby Wexler   | Populair meisje dat door Massie wordt uitgesloten nadat ze vanwege de komst van de Lyons niet naar haar feestje kan gaan.                                                         |
| Lisa Masters         | mevrouw Marvil  | |
| Nazanin Homa         | mevrouw Alvarez | Lerares Spaans. |
| Nancy Beard          |                 | Lerares yoga. |
| Angel Desai          | Adele           | Schoolverpleegster. |
| Juliana Parinello    | Debbie Weecer   | |
| Shelby Stanton       | Jenna           | |
| Stephen Guarino      | Vincent         | |